# Ghisleen De Vos
Ridder Ghisleen Edmond Theofiel De Vos (Aalst, 5 augustus 1926 - Manilla, 8 maart 1983) was een Belgisch priester, missionaris en hoofd aan de Saint Louis University (Filipijnen).

## Levensloop
Hij werd geboren te Aalst op 5 augustus 1926 met de geboortenaam Edmond Theofiel De Vos. Zijn ouders waren Herman De Vos en Anna-Irma De Vos. Hij werd gedoopt op 6 augustus 1926 in Aalst. Hij wou aanvankelijk priester worden, daarna besloot hij missionaris te worden. Hij sloot zich aan bij de Congregatie van het Onbevlekt Hart van Maria, de Missionarissen van Scheut. Hij sprak zijn geloften aldaar uit op 8 september 1945. Hij werd gewijd als priester van de Scheut op 6 augustus 1950. Hij koos om op missie te gaan in de Filipijnen. Hij vertrok al in 1950 maar zijn eerste reis naar de Filipijnen werd geen succes. Zijn reis verliep moeilijk en hij bereikte amper zijn bestemming omwille van de jungle. Aangekomen op 16 september 1951 werkte hij als assistent-pastoor te Banaue, Lagawe en Bambang maar raakte geïnfecteerd met allerlei ziekten waardoor hij in 1951 alweer in België was. Terug in België hield hij aan om zijn missie voort te zetten; de missionarissen van Scheut gingen akkoord maar ditmaal moest hij naar de Saint Louis University te Baguio. Hij werd lid van de Saint Louis University in 1959. Aanvankelijk was hij een Clergyman en Vice-president voor financiën op de universiteit. Hij werd uiteindelijk hoofd "President" van de universiteit en vervulde die rol van 1976 tot 1983. Het CHED (Center of Development for Information Technology) is de jongste school aan de Saint Louis University. De school vindt zijn oorsprong in de visie van De Vos. De Vos had een vooruitstrevende en progressieve managementstijl. De Vos voorzag de volledige automatisering van sommige universitaire systemen, zoals de boekhouding en inschrijvingsprocessen, in een periode waarin informatisering in de Filipijnen nog niet wijdverspreid was. Tevens was het een periode van twijfel of dat computers een blijvend iets waren. Met de overname van de IBM-systemen in 1969 en in 1980 voorzag het computersysteem van de Saint Louis University in de computerbehoeften van andere instellingen in nabijgelegen regio's. Hiermee was de Saint Louis University een van de eerste scholen (mogelijk de eerste school) in de Filipijnen die gebruik maakte van dit systeem. Hij stierf plots op 58-jarige leeftijd, op 8 maart 1983 te Manilla en werd de week nadien op 15 maart 1983 begraven te Baguio. Zijn opvolger was Joseph Van den Daelen.

## Nalatenschap

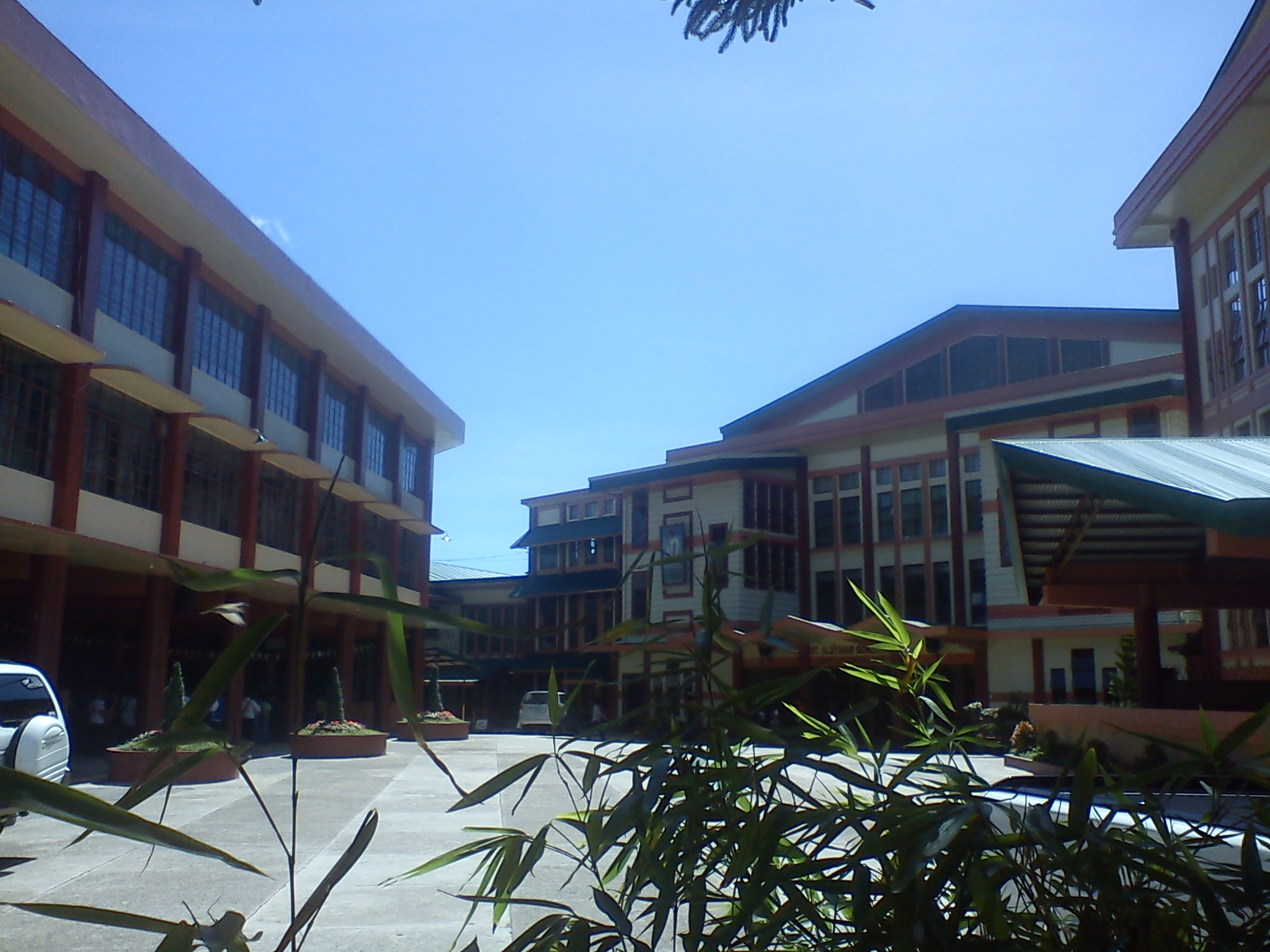
Links op de foto ziet u het Fr. Ghisleen De Vos gebouw.

- Het gebouw Fr. Ghisleen De Vos in Saint Louis University werd naar hem vernoemd. ('Fr.' staat voor vader).[11] Het gebouw telt zo'n 3000 studenten.[12] Het gebouw werd op vrijdag 6 juli 1984 ingehuldigd.
- In het gebouw bevindt zich ook De Vos bibliotheek.[11]
- Tegenwoordig staat hij bekend om zijn nuchtere benadering van management. En om zijn directe en menselijk contact met docenten en medewerkers.[13]
- De eerste elektronische digitale computer van de school was een IBM 1130. Het had een geheugen van 16k. De school had deze aangeschaft gedurende de kerst van 1969.